# Pomnik Dziewczyny dla Pokoju
Pomnik Dziewczyny dla Pokoju, także Pomnik Dziewczyny lub Pomnik Pokoju (kor. 평화의 소녀상, P’yŏnghwaŭi Sonyŏsang) – pomnik projektu południowokoreańskich artystów Kim Seo-kyung i Kim Eun-sung, upamiętniający koreańskie kobiety i dziewczęta, które w czasie wojny na Pacyfiku były zmuszane do prostytucji przez siły zbrojne Cesarstwa Japonii.
Oryginalny „Pomnik Dziewczyny” odsłonięto 14 grudnia 2011 roku przed ambasadą Japonii w Seulu. Naciski Tokio na jego demontaż sprawiły, że licznie zaczęto wznosić jego repliki zarówno w Korei Południowej, jak i poza jej granicami. Pomnik stał się symbolem upamiętniającym „kobiety pocieszycielki” oraz walkę o ich prawa. Bywa jednakże krytykowany za podsycanie nacjonalistycznych resentymentów w południowokoreańskim społeczeństwie oraz utrwalanie patriarchalnych stereotypów. Jednocześnie stał się celem ataków ze strony japońskich nacjonalistów oraz ich sprzymierzeńców.

## Historia

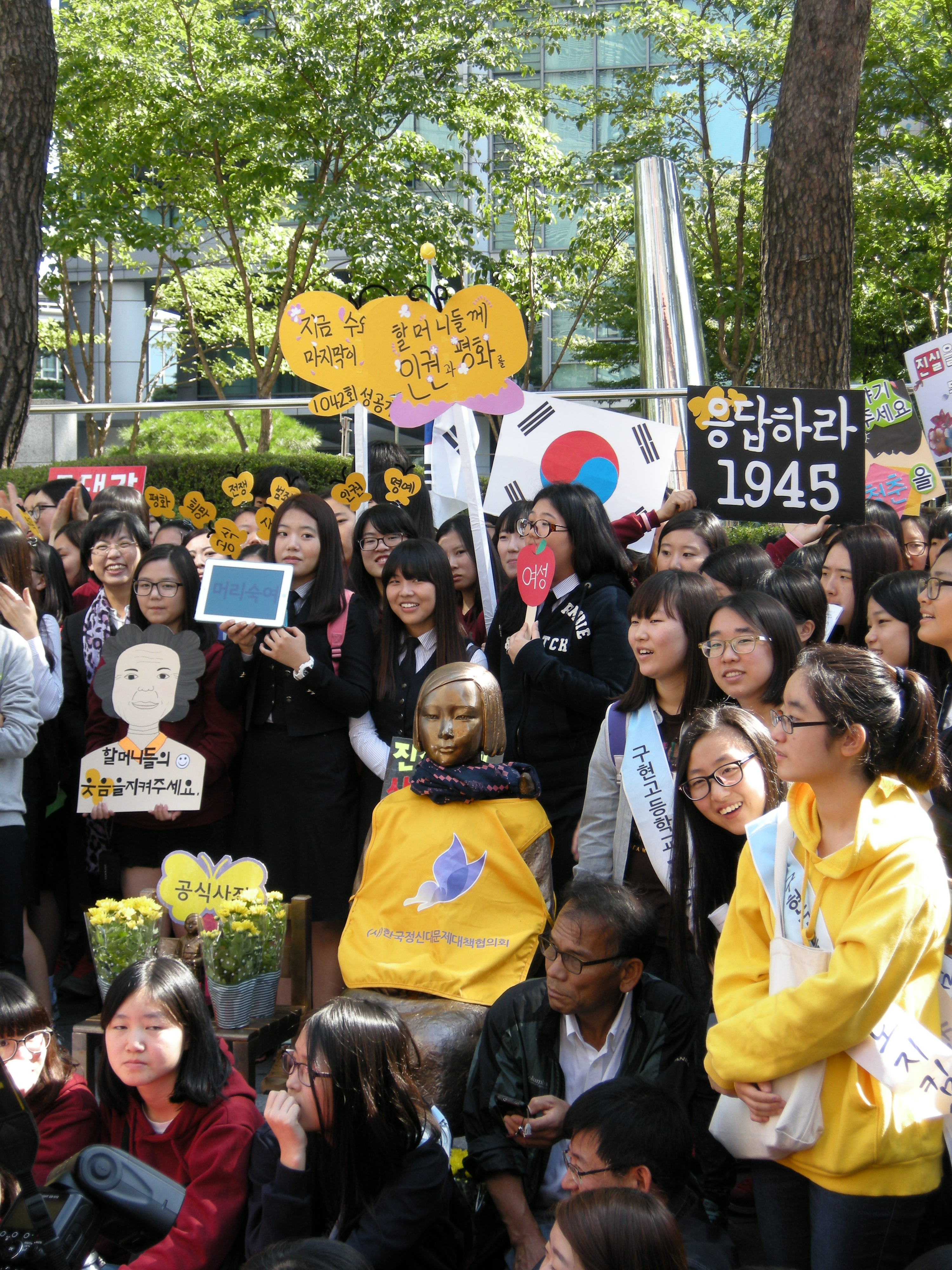
„Środowa demonstracja” przed ambasadą Japonii w Seulu. Widoczny także „Pomnik Dziewczyny”

W latach 1932–1945, w czasie wojny na Pacyfiku, na potrzeby Cesarskiej Armii Japońskiej oraz Cesarskiej Marynarki Wojennej stworzono system przymusowej prostytucji i niewolnictwa seksualnego – bezprecedensowy pod względem kompleksowości, czasu istnienia, zasięgu, brutalności i liczby ofiar. Liczba kobiet i dziewcząt, eufemistycznie nazywanych „pocieszycielkami”, zmuszonych przez Japończyków do pracy w wojskowych domach publicznych, nie została dokładnie ustalona. Historycy japońscy, koreańscy i zachodni szacują ją zwykle w przedziale od 50 tys. do 200 tys. Przyjmują jednocześnie, że zdecydowana większość ofiar, być może nawet 80%, pochodziła z Korei.
Na początku lat 90. kwestia „pocieszycielek” stała się jednym z głównych punktów zapalnych w relacjach między Japonią a Koreą Południową. Od 1992 roku, z inicjatywy Koreańskiej Rady ds. Kobiet zwerbowanych przez Japonię do Wojskowego Niewolnictwa Seksualnego (Rada Koreańska), w każdą środę o 12:00 przed ambasadą Japonii w Seulu organizowane są demonstracje z udziałem ocalałych „pocieszycielek” oraz koreańskich aktywistów. Ich uczestnicy domagają się od rządu Japonii wystosowania oficjalnych przeprosin i wypłaty odszkodowań dla ocalałych.
14 grudnia 2011 roku, z okazji tysięcznej „środowej demonstracji”, przed ambasadą Japonii odsłonięto pomnik upamiętniający „pocieszycielki”, ufundowany przez Radę Koreańską. Jego twórcami są małżonkowie, rzeźbiarze Kim Seo-kyung i Kim Eun-sung. Pierwotnie pomnik miał mieć formę głazu z tablicą pamiątkową, jednak twórcy – rozgniewani działaniami japońskich dyplomatów, którzy usiłowali zapobiec jego odsłonięciu – ostatecznie nadali mu formę posągu dziewczyny naturalnej wielkości.
Oficjalna nazwa pomnika to „Pomnik Dziewczyny dla Pokoju” (kor. 평화의 소녀상, P’yŏnghwaŭi Sonyŏsang, ang. The Statue of a Girl for Peace). W Korei Południowej często używana jest także skrócona nazwa Sonyŏsang („Pomnik Dziewczyny”). W źródłach anglojęzycznych spotykana jest natomiast nazwa „Pomnik Pokoju” (Statue of Peace).
Odsłonięcie pomnika wywołało dyplomatyczny spór między Japonią a Koreą Południową. Tokio stanowczo domagało się jego demontażu.
28 grudnia 2015 roku ministrowie spraw zagranicznych Japonii i Korei Południowej, Fumio Kishida i Yun Byung-se, ogłosili zawarcie porozumienia, na mocy którego Japonia zobowiązała się do dokonania jednorazowej wpłaty w wysokości 1 mld jenów (ok. 8,5 mln dolarów) na rzecz specjalnej fundacji kontrolowanej przez południowokoreański rząd, powołanej celem zapewnienia wsparcia żyjącym jeszcze „pocieszycielkom”. Kishida w imieniu premiera Shinzo Abego wygłosił również przeprosiny pod adresem ofiar. W zamian rząd Korei Południowej zobowiązał się m.in. „dołożyć wysiłków”, aby „Pomnik Dziewczyny” został usunięty sprzed budynku ambasady.
Zawarcie porozumienia wzburzyło południowokoreańską opinię publiczną. Studenci oraz aktywiści ruchu na rzecz „pocieszycielek” organizowali całodobową straż wokół pomnika, by przeciwstawić się ewentualnym próbom jego demontażu.
Południowokoreański rząd obiecał „dołożyć wysiłków”, aby Sonyŏsang został zdemontowany, jednakże nie uznawał tego za twarde zobowiązanie. Burmistrz Seulu, Park Won-soon, wskazywał, że usunięcie pomnika, który został ufundowany i wzniesiony staraniem społeczeństwa obywatelskiego, może okazać się niemożliwe z prawnego punktu widzenia. Japonia uznawała z kolei pozostawanie pomnika przed budynkiem jej ambasady za naruszenie zarówno porozumienia z 2015 roku, jak i konwencji wiedeńskiej o stosunkach dyplomatycznych. W styczniu 2017 roku, niedługo po wzniesieniu repliki Sonyŏsang przed japońskim konsulatem w Pusan, Japonia na znak protestu tymczasowo odwołała swojego ambasadora z Seulu. W listopadzie 2018 roku władze Korei Południowej rozwiązały fundację, która miała wspomagać ocalałe „pocieszycielki” przy wykorzystaniu środków wpłaconych przez rząd japoński. Gest ten jest interpretowany jako wycofanie się przez Seul z porozumienia z 2015 roku.

## Opis
Centralnym elementem pomnika jest rzeźba naturalnej wielkości, przedstawiająca siedzącą na krześle dziewczynę w wieku około 13–17 lat. Jej spojrzenie skierowane jest na budynek ambasady Japonii, znajdujący się po drugiej stronie ulicy. Rzeźba, wykonana z brązu, ma wysokość 129,54 cm. Dziewczyna jest ubrana w tradycyjny strój koreański, jej pięści są zaciśnięte, a usta zamknięte. Niedbale obcięte włosy symbolizują nagłe oderwanie od rodziny. Mały ptak siedzący na jej lewym ramieniu uosabia duszę, która – z powodu nierozwiązania problemu „pocieszycielek” – nie może opuścić ciała ani osiągnąć reinkarnacji.
Obok dziewczyny stoi puste krzesło, również wykonane z brązu. Symbolizuje ono zmarłe „pocieszycielki” i jednocześnie zachęca odbiorcę do zajęcia miejsca obok dziewczyny, okazując jej solidarność i próbując zrozumieć jej przeżycia.
Rzeźba dziewczyny oraz puste krzesło stoją na marmurowym postumencie. Znajdują się na nim tablica z inskrypcją oraz mozaika z płytek. Mozaika tworzy cień siedzącej dziewczyny, przy czym ma on kształt przygarbionej, podeszłej wiekiem kobiety – symbolizując ofiary, które wciąż pozostają przy życiu.
Forma pomnika zachęca do interakcji. Postument jest regularnie ozdabiany kwiatami, a posąg dziewczyny bywa często okrywany kocem lub szalikiem.

## Repliki i interpretacje artystyczne

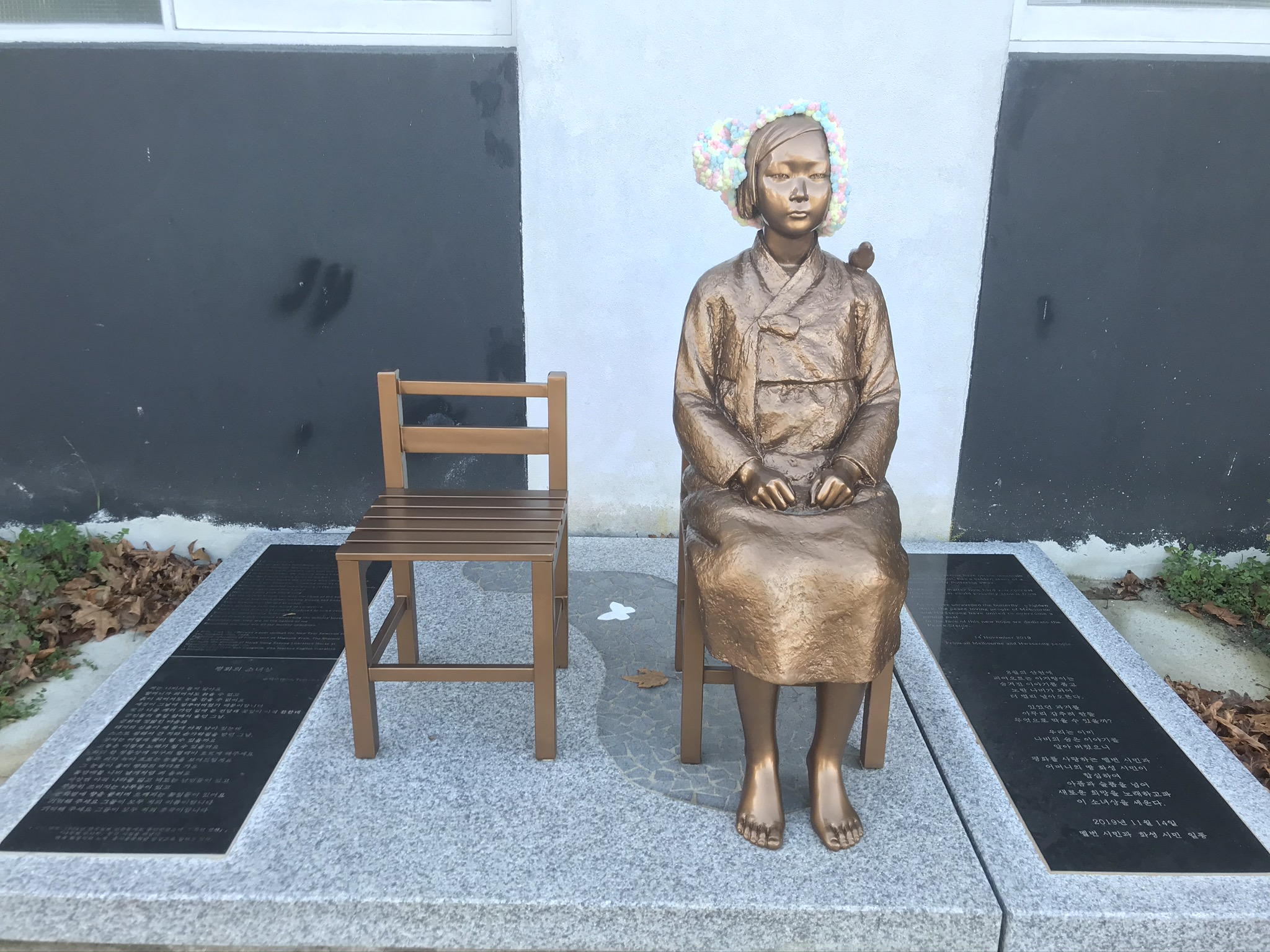
Replika Sonyŏsang w Melbourne

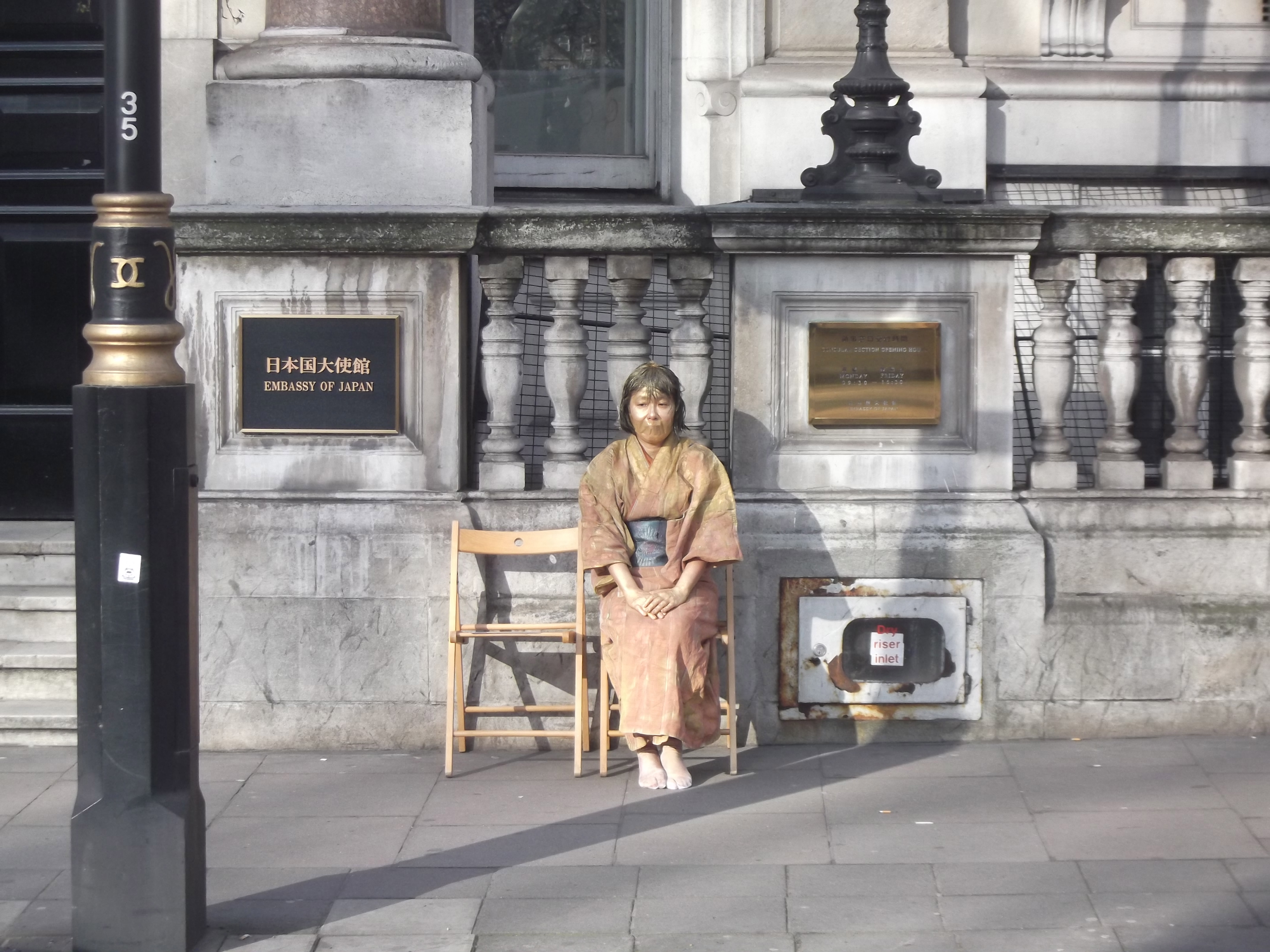
Performance w wykonaniu Yoshiko Shimada

W reakcji na japońskie zabiegi o demontaż pomnika, a zwłaszcza w odpowiedzi na zawarcie japońsko-południowokoreańskiego porozumienia z 2015 roku, repliki „Pomnika Dziewczyny” zaczęły być licznie stawiane zarówno w Korei Południowej, jak i poza jej granicami.
Do maja 2021 roku w Korei Południowej odsłonięto 144 repliki. W grudniu 2016 roku próba usunięcia przez policję jednej z replik, znajdującej się w Pusan, zakończyła się zamieszkami.
Sześć replik znajduje się w różnych miastach Stanów Zjednoczonych (w stanach Connecticut, Georgia, Kalifornia, Michigan, Nowy Jork i Wirginia). Pierwszą odsłonięto w lipcu 2013 roku w Glendale w Kalifornii.
W 2016 roku repliki Sonyŏsang stanęły w kanadyjskim Toronto oraz przed świątynią Kościoła Zjednoczonego na przedmieściach Sydney w Australii.
W 2019 roku replikę pomnika odsłonięto w australijskim Melbourne. W uroczystości uczestniczyła ocalała „pocieszycielka”, Jan Ruff O’Herne.
W 2020 roku replikę pomnika odsłonięto w centrum Berlina.
Do „Pomnika Dziewczyny” nawiązuje w swej twórczości japońska graficzka i performerka Yoshiko Shimada.

## Reakcje i ataki
„Pomnik Dziewczyny” szybko stał się symbolem „pocieszycielek” oraz ruchu na rzecz ich upamiętnienia. Jednocześnie bywa określany jako „źródło, symbol i scena antyjapońskich resentymentów wynikających z koreańskiego nacjonalizmu”.
Nie wszędzie w Korei Południowej pomnik spotkał się z pozytywnym przyjęciem. Park Yu-ha, profesor literatury japońskiej na uniwersytecie Sejong, wskazywała, że jest on wykorzystywany przede wszystkim do podsycania wrogości wobec Japonii. Dodawała jednocześnie, że obraz „pocieszycielek”, który prezentuje pomnik, ma niewiele wspólnego z prawdą historyczną. Krytyk Choi Bum uznawał kult, który narósł wokół Sonyŏsang, za przejaw „prymitywnego nacjonalistycznego bałwochwalstwa”. Krytyczka literatury Kim Myung-in podkreślała, że pomnik odwołuje się do nacjonalistycznych i płciowych stereotypów, podsycając wrogość wobec Japonii oraz utrwalając obraz kobiety jako istoty pasywnej i bezbronnej, wymagającej opieki ze strony zarówno mężczyzn, jak i państwa. Badaczki Vicki Sung-yeon Kwon i Yonson Ahn podkreślały z kolei, że odzwierciedla on przywiązanie koreańskiego społeczeństwa do idei kobiecego dziewictwa, wzmacniając tym samym patriarchalny obraz kobiecości, który był jedną z przyczyn złego traktowania ocalałych „pocieszycielek” w okresie powojennym.
„Pomnik Dziewczyny” i jego repliki stały się obiektem fizycznych i propagandowych ataków ze strony japońskiej skrajnej prawicy i jej sojuszników. Skrajnie nacjonalistyczna polityk Mio Sugita sugerowała wręcz, że powinny zostać wysadzone w powietrze.
W czerwcu 2012 roku do „Pomnika Dziewczyny” w Seulu japoński prawicowy ekstremista Nobuyuki Suzuki przymocował 90-centymetrowy drewniany palik z namalowanym symbolem wschodzącego słońca i napisem w językach japońskim i koreańskim „Takeshima jest terytorium japońskim”. Incydent ten, a zwłaszcza wykorzystanie palika budzącego jednoznacznie falliczne skojarzenia, wzburzył wielu Koreańczyków. Niedługo później mężczyzna nazwiskiem Kim Ch’angkŭn ozdobił swoją ciężarówkę flagą z napisem „Dokdo jest naszym terytorium”, po czym wjechał z dużą prędkością w bramę japońskiej ambasady. Swój czyn uzasadniał, twierdząc, że postępowanie Suzukiego stanowiło odpowiednik gwałtu na „pocieszycielce”.
Rok później śladem Suzukiego poszedł inny japoński skrajny nacjonalista, Shunichi Fujiki. Z analogicznym palikiem zapozował do zdjęcia przed repliką Sonyŏsang, która znajduje się w Glendale w Kalifornii.
W japońskich mediach społecznościowych kilkukrotnie rozpowszechniano prześmiewcze memy, nawiązujące do Sonyŏsang i posiadające jednoznacznie seksualny podtekst.
W Stanach Zjednoczonych kampanię przeciwko replikom „Pomnika Dziewczyny” prowadził Tony Marano – skrajnie prawicowy youtuber zaprzyjaźniony z japońskimi środowiskami nacjonalistycznymi. W 2013 roku wraz ze swymi japońskimi sojusznikami urządził happening przed repliką Sonyŏsang w Glendale. Nałożył wtedy rzeźbie papierową torbę na głowę, a w jej ręce wetknął flagę Japonii i sztandar wschodzącego słońca. Podobny happening zorganizował cztery lata później przed repliką pomnika w Brookhaven w stanie Georgia.